# Lara-Isabelle Rentinck
Lara-Isabelle Rentinck (ur. 18 sierpnia 1986 w Berlinie) – niemiecka aktorka i modelka.

## Życiorys
Równolegle z edukacją w szkole podstawowej, uczęszczała na prywatne lekcje aktorstwa i śpiewu. W 2004 brał udział w warsztatach aktorskich pod kierunkiem Jakoba Schäuffelena w MFA Mallorca. W wieku 15 lat ukończyła staż w Comödie Dresden.
W 2006 nagrała płytę CD z balladami z fragmentami tekstów Williama Shakespeare’a Shakespeare Projekt - Julia i Romeo z Manuelem Cortezem.
W sierpniu 2016 pozowała do magazynu „Playboy”.

## Filmografia wybrana

### Filmy
- 2004: 24berlin
- 2007: Mord ist mein Geschäft, Liebling jako Salvatore Marino
- 2009: Jerry Cotton jako June Clark
- 2009: Barbara Wood - Karibisches Geheimnis (TV) jako Francesca Fallon
- 2010: Bullet (film krótkometrażowy) jako Jasmin
- 2012: Die Apps (TV) jako Gugl-Hu
- 2016: Verpiss dich Schneewitchen jako recepcjonistka

### Seriale TV
- 2005–2007: B jak Brzydula (Verliebt in Berlin) jako Kimberly Frederike 'Kim' Seidel
- 2008: Die Geschichte Mitteldeutschlands – Glück ohne Ruh –  odc. Goethe und die Liebe
- 2008: Die 25. Stunde –  odc. Feuerteufel
- 2009: SOKO 5113 –  odc. Flüchtige Liebe jako Alexa Jentsch
- 2009: Hallo Robbie! –  odc. Altlasten jako Maja Tamm
- 2009: Der Landarzt –  odc. Intrige mit Folgen jako Pani Brandt
- 2009: Notruf Hafenkante –  odc. Falsche Töne jako Gina-Marie Stern
- 2009: Killerjagd. Töte mich, wenn du kannst
- 2011: Marienhof jako Sabina Breuer
- 2011–2016: Küstenwache jako Pia Cornelius
- 2012: Nasz Charly jako Susanne Köster
- 2012: Ostatni gliniarz (Der letzte Bulle) – odc. Zur Kasse, Schätzchen jako Edith Sunny
- 2013: Kripo Holstein - Mord und Meer jako Jette Jessen
- 2015: Die Rosenheim-Cops –  odc. In Schönheit sterben jako Sina Pollinger
- 2016: Heiter bis tödlich - Akte Ex jako Melanie Karschke
- 2016: Letzte Spur Berlin -  odc. Unantastbar jako Tina
- 2019: Rote Rosen jako Amelie Fährmann